# Chladni (Mondkrater)
Chladni ist ein kleiner Einschlagkrater auf der Mondvorderseite am nördlichen Rand des Sinus Medii, westlich des Kraters Triesnecker und südlich von Ukert.
Der Krater ist schüsselförmig mit flachem Boden und wenig erodiert.
Der Krater wurde 1935 von der IAU nach dem deutschen Physiker Ernst Florens Friedrich Chladni offiziell benannt.